# Store Svartdalspiggen
De Store Svartdalspiggen is een berg behorende bij de gemeente Lom en Vågå in de provincie Oppland in Noorwegen. De berg, gelegen in Nationaal park Jotunheimen, heeft een hoogte van 2174 meter en maakt onderdeel uit van de bergkam Svartdalspiggen.
De Store Svartdalspiggen is onderdeel van het gebergte Jotunheimen.